# In Flames
In Flames é uma banda sueca de metal fundada em Gotemburgo, em 1990. Sua formação consiste de Anders Fridén (vocal), Niclas Engelin (guitarra), Björn Gelotte (guitarra) e Joe Rickard (bateria). Após a saída de Peter Iwers, o baixista Bryce Paul se juntou às apresentações ao vivo da banda. Com 13 álbuns de estúdio lançados e uma carreira que se aproxima da terceira década, a banda é um dos maiores expoentes do gênero death metal melódico.

## História
O núcleo dos In Flames apareceu em Gotemburgo, na Suécia, em 1990. Ainda sem um nome definitivo, a banda mudou sua formação algumas vezes e em agosto de 1993 gravou as primeiras canções. Três ("In Flames", "Upon an Oaken Throne" e "Clad in Shadows") foram gravadas nos Studio Fredman e fizeram parte de um disco promocional chamado Promo'93. Logo depois, a editora sueca Wrong Again Records assinou contrato com eles em 1993.
Assim, em dezembro de 1993, os In Flames voltaram ao Studio Fredman para gravar o seu primeiro álbum. O resultado foi o disco Lunar Strain, lançado em agosto de 1994. O line-up da banda era: Jesper Stromblad (guitarras e bateria), Johan Larsson (baixo), Carl Naslund (guitarra), Mikael Stanne (vocalista) e Glenn Ljungstrom (guitarra). O disco possui 10 faixas (entre elas, estão aquelas gravadas para o disco Promo'93).
Em dezembro de 1994, a banda grava mais quatro faixas, que foram lançadas mais tarde, em setembro de 1995, num mini álbum chamado Subterranean. Além delas, o disco contém uma outra faixa inédita (gravada posteriormente), totalizando assim cinco canções. Nesse mesmo ano, sai uma versão japonesa especial de Lunar Strain, contendo algumas das faixas de Subterranen como faixas bônus.
No final de 1995, os In Flames entram em estúdio para gravar seu segundo álbum. A banda já contava com o vocalista Anders Fridén (ex-Dark Tranquility e Ceremonial Oath), que entrara para o lugar de Mikael Stanne, (que passou de guitarrista rítmico para vocalista nos Dark Tranquillity) e com Bjorn Gellote na bateria e guitarra. Com isto, em 1996, é lançado o álbum The Jester Race. Após o lançamento do álbum, a banda excursionou ao lado de nomes como Samael, Kreator e Grip Inc.
Em outubro de 1997, os In Flames lançam um EP chamado Black-Ash Inheritance, com um formato diferente dos discos redondos tradicionais. Possuía três faixas de estúdio e uma gravada ao vivo. Ainda em 1997, a banda volta a estúdio para gravar um novo disco, lançado em novembro de 1997: Whoracle, eleito em 2020 pela revista Metal Hammer como um dos 20 melhores álbuns de metal de 1997.
Logo depois da gravação de Whoracle, Johan Larsson e Glenn Ljungstrom deixam a banda. Em seus lugares, entram Peter Iwers e Niklas Engelin. Com o novo line-up o grupo parte para uma turnê de divulgação do novo disco ao lado do Dimmu Borgir (apenas na Europa), e depois vai ao Japão. Mas Niklas não fica muito tempo, pois não consegue dividir o seu tempo entre os In Flames e a sua banda original, os Gardenian. Bjorn Gellote, que tocava guitarra e bateria desde o "Jester Race", passa a assumir apenas a guitarra, e Daniel Sversson (ex-Sacrilege) é convidado para a bateria.
Com essa nova formação, a banda lança em 1999 um novo trabalho, chamado Colony, eleito em 2020 pela revista Metal Hammer como um dos 20 melhores álbuns de metal de 1999. E foi para divulgar esse novo lançamento que a banda fez a sua primeira visita aos Estados Unidos. Um dos seus shows foi aberto pela banda também de death metal Killswitch Engage, quando esta ainda não era famosa.
O sucessor de Colony começa a ser preparado pela banda no final da turnê de divulgação desse último disco, e é lançado na metade de 2000: Clayman. No final da turnê do álbum, resolveram lançar um álbum ao vivo, Tokyo Showdown.
Após dois anos, a banda entrou em estúdio para gravar seu sexto álbum, Reroute to Remain, desta vez com Daniel Bergstrand como produtor. Outra turnê foi iniciada, passando pela América do Norte, Japão, Wacken Open Air em 2003 e vários outros festivais. A banda ainda gravou um EP, intulado Trigger.
Em 2004, após quase dois anos em turnê de divulgação de Reroute to Remain, a banda entra novamente em estúdio para gravar Soundtrack to Your Escape, novamente com Daniel Bergstrand produzindo. No final da turnê desse disco, a banda começa a trabalhar em novo material, e entra em estúdio uns meses mais tarde para gravar o seu sucessor, de nome Come Clarity. Em 2005, foi lançado um DVD intitulado Used and Abused...In Live We Trust.
Come Clarity, foi lançado somente em 2006 devido a problemas de lançamento com a editora. Em 2008, foi lançado o álbum A Sense of Purpose, e mais tarde lançaram o EP intitulado The Mirror's Truth.
Em 2010, o cofundador e guitarrista Jesper Strömblad deixou a banda para se dedicar a seu tratamento contra o alcoolismo, e o mesmo disse que é "permanente". A banda o apoiou totalmente em sua decisão, e disseram que as portas da mesma sempre estarão abertas a um futuro retorno. Niclas Engelin (Ex-Gardenian), que já havia tocado com a banda em algumas oportunidades, foi o substituto escolhido para a vaga de Jesper.
Em junho de 2011 foi lançado o décimo álbum da banda, chamado Sounds of a Playground Fading, já com Engelin integrado à mesma. Em 2013 foi anunciado o 11º álbum da banda. Depois de um tempo realizando uma turnê pela Europa e América do Norte, o In Flames se concentrou no Hansa Studios, em Berlim, na Alemanha para a gravação.
O novo álbum se chama Siren Charms (ou "Encantos da Sereia", em português) e teve seu lançamento no mês de setembro de 2014. O baterista sueco Daniel Svensson, no dia 8 de novembro de 2015, anunciou a sua saída amigável do In Flames, a fim de se concentrar em sua vida familiar.
O In Flames anunciou que Joe Rickard é o novo baterista. Ele entra no lugar de Daniel Svensson, que deixou o grupo para se dedicar à família. O último álbum da banda, "Battles", foi lançado no dia 11 de novembro de 2016. Em dezembro a banda alcançou a 60ª posição da Billboard 200 com a música que deu título ao álbum, Battles, mantendo-se por uma semana.
Após o lançamento do álbum "Battles", Peter Iwers anunciou seu desligamento da banda. Nenhum novo integrante foi anunciado, mas o baixista Bryce Paul vem participando das apresentações ao vivo da banda.
Em 2019 a banda lança seu 13º álbum de estúdio, I, The Mask, eleito pelo portal Loudwire como um dos 50 melhores discos de metal de 2019.
No dia 8 de Junho de 2023, foi anunciado pela banda que estariam se desligando do baixista Bryce Paul, e que Liam Wilson (ex The Dillinger Escape Plan).

## Integrantes

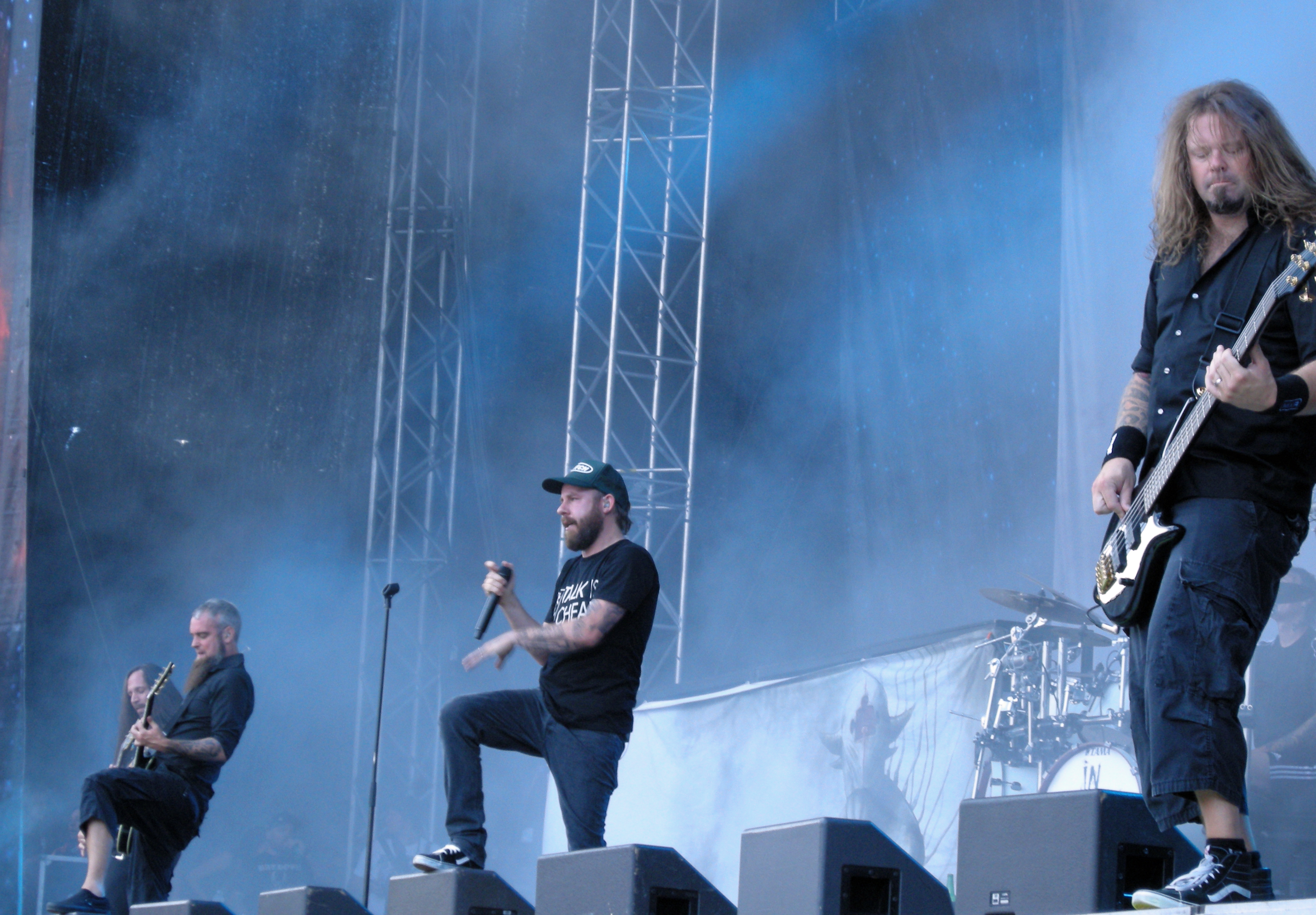
In Flames no festival Sonisphere 2011

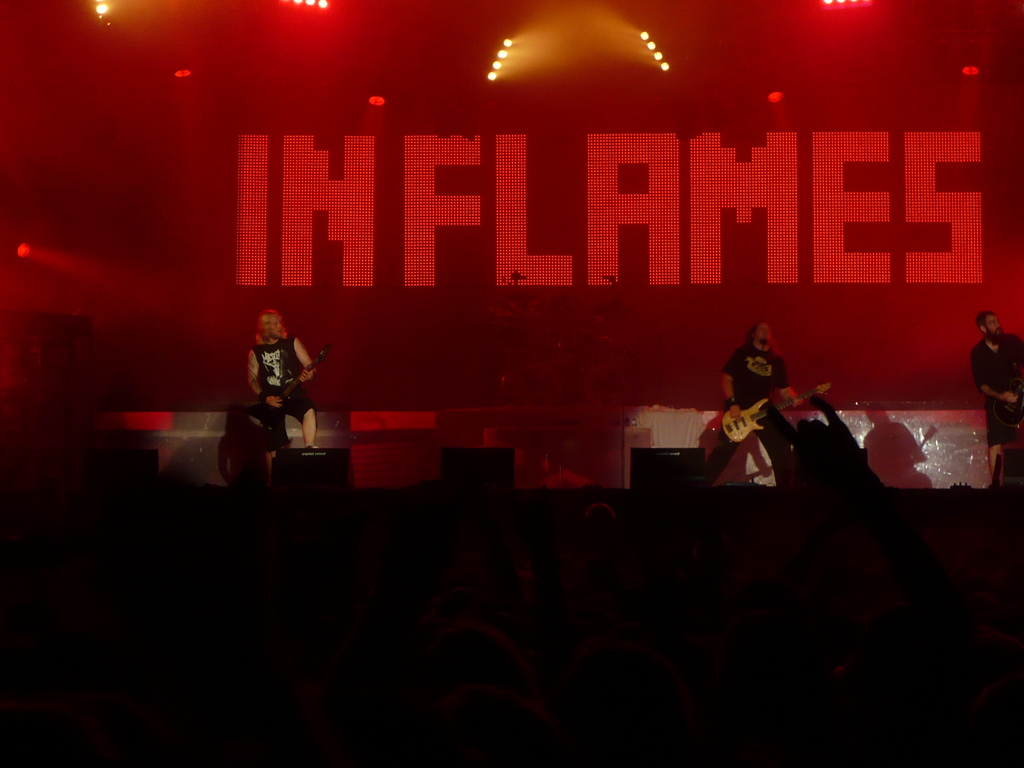
In Flames ao vivo

### Atuais
- Anders Fridén - vocal (1995 - atualmente)
- Björn Gelotte - guitarra (1998 - atualmente), bateria (1995-1998)
- Chris Broderick - guitarra (2022 - atualmente)
- Tanner Wayne - bateria (2018 - atualmente)
- Liam Wilson - baixo (2023 - atualmente)

### Ex-membros
- Mikael Stanne - Vocais (1993 - 1994)
- Henke Forss - Vocais (1995)
- Joakim Göthberg - Vocais (1995)
- Jesper Strömblad - guitarra (1994 - 2010), bateria (1990-1995)
- Glenn Ljungström - guitarra (1990 - 1997)
- Niclas Engelin - guitarra (1997 - 1998, 2011 - 2022)
- Anders Iwers - guitarra (1990 - 1992)
- Carl Näslund - guitarra (1993 - 1994)
- Johan Larsson - baixo (1990 - 1997)
- Anders Jivarp - bateria (1995)
- Daniel Erlandsson - bateria (1995)
- Daniel Svensson - bateria (1998 - 2015)
- Peter Iwers - baixo (1997 - 2016)
- Joe Rickard - bateria (2016 - 2018)
- Bryce Paul - contra-baixo (2017 - 2023)

## Discografia
| - Lunar Strain (1994) - The Jester Race (1996) - Whoracle (1997) - Colony (1999) - Clayman (2000) - Reroute to Remain (2002) - Soundtrack to Your Escape (2004) - Come Clarity (2006) - A Sense of Purpose (2008) - Sounds of a Playground Fading (2011) - Siren Charms (2014) - Battles (2016) - I, the Mask (2019) - Foregone (2023) | - Subterranean (1994) - Black-Ash Inheritance (1997) - Trigger (2003) - Come Clarity - EP (2006) - The Mirror's Truth (2008) - The Tokyo Showdown (2001) - "Pinball Map" (2000) - "Cloud Connected" (2002) - "The Quiet Place" (2004) - "Take This Life/Leeches" (2006) - "Deliver us" (2011) |

## Videografia

### DVD
- Used and Abused... In Live We Trust (2005) – DVD + 2CD